# Agentss
Agentss foi uma banda brasileira de música eletro pop formada na cidade de São Paulo em 1981, famosa por seu excêntrico visual influenciado por ficção científica e letras cantadas em um dialeto inventado pelo vocalista Kodiak Bachine de nome "elektrotranzlyriks" — uma mistura de palavras em português, francês, alemão, inglês e "idiomas alienígenas". A banda possuía uma estética musical que lembra o cyberpunk e a ficção científica, temas presentes por exemplo no seu sucesso "Professor Digital".
Nas letras das músicas presentes nos encartes dos discos, a banda trocava a letra C pela letra K. Por exemplo, em "Cidade Industrial", "conhecendo" virou "konhecendo", reforçando a estética cyberpunk e futurista da banda.
Apesar de seu tempo de duração tão curto, são considerados o primeiro grupo brasileiro de música eletrônica, e até os dias de hoje é considerada uma banda cult.

## História
Em 1975, Kodiak monta uma banda de rock progressivo denominada Abaddon, junto com o baixista João Batista Lima, o baterista Roberto Morato Filho e o guitarrista Marcos de Cunto. O grupo chegaria ao seu fim em 1978. 
Em 1976, Kodiak Bachine fez um curso de sintetizadores no MASP ministrado por Luiz Roberto Oliveira, multi-instrumentista celebrado da Bossa Nova, que colaborou com Geraldo Vandré e Vinicius de Moraes. Após estudar na Berklee College of Music, Kodiak aprendeu a tocar synth com o responsável por trazer os primeiros sintetizadores eletrônicos ao Brasil.
Em 1979, Kodiak foi para Califórnia estudar inglês e ter aulas de Música Eletrônica e Cinema na San Diego State University. Lá, entrou em contato com a fértil cena new wave pós-punk anglófona, e ao retornar ao Brasil decidiu formar uma banda que espelhasse suas influências, tais como Bauhaus, The Cure, The Residents, Television, Gary Numan, Blondie, The B-52s, Talking Heads e, acima de todas, Kraftwerk e Devo.
Kodiak volta ao Brasil e, junto dos guitarristas Miguel Barella e Eduardo Amarante, forma a banda Agentss, com letras feitas em um idioma especial chamado Elektrotranslyriks. Kodiak Bachine era uma figura excêntrica: cabelo picotado platinado, terno e ursinho de pelúcia a tiracolo.
Em 1982, Kodiak compôs e gravou “Eletricidade”, que pode ser considerada a primeira música Techno-Pop do Brasil. “Eletricidade” foi exibido pela primeira vez em março de 1984 no Carbono 14, em São Paulo, e foi premiado em diversos festivais, como o II Festival Fotótica de Vídeo Brasil no MIS-SP.
Seu primeiro trabalho foi um extended play de mesmo nome lançado às custas da própria banda, que saiu em 1981 e continha duas canções: "Agentss" e "Angra", a última aludindo à Central Nuclear Almirante Álvaro Alberto em Angra dos Reis. “Angra”, o lado A, fora composta por Barella, e seu humor negro punk equilibrava os tons kraftwerkianos de Kodiak em “Agentss”, o lado B. Seu primeiro show ao vivo aconteceu no ano seguinte, em 1982.
Em 1983, Lyses Pupo deixou a banda e foi substituído por Thomas Susemihl; com esta nova formação o Agentss lançou seu segundo e último EP, contendo as canções "Professor Digital" e "Cidade Industrial"; foi lançado pela WEA (atual Warner Music Group) e produzido pelo famoso produtor de discos Pena Schmidt. Mais shows por São Paulo viriam em seguida.
Citando "razões filosóficas", Bachine dissolveu a banda em fins de 1983.
Após o fim do Agentss, seus ex-membros trabalhariam em inúmeras outras bandas: Thomas Susemihl e Eduardo Amarante formariam outra pioneira banda de New Wave, o Azul 29 (e após o fim desta, Amarante juntou-se à banda New Romantic de pós-punk Zero), enquanto Miguel Barella formou os Voluntários da Pátria; mais tarde entrou para o Akira S e As Garotas Que Erraram.
Bachine começou carreira solo em 1985; seu primeiro álbum (e único lançamento até então), Kom Licença, Vou Rezar..., saiu no mesmo ano.
Lyses Pupo morreu em 2002.

## Integrantes[1]

### Formação Base
- Kodiak Bachine — vocais e teclado (1982-1983)
- Miguel Barella (aka OrionM) — guitarra (1982-1983)
- Eduardo Amarante (aka Duo) — guitarra (1982-1983)

### Colaboradores
- Lyses Pupo — baixo (1982-1983; falecido em 2002)
- Elias Glik — bateria (1982-1983)
- Thomas Susemihl — baixo (1983)
- Armando Tibério — bateria (1982-1983)
- Roberto L. Antonio — bateria (1982-1983)

## Discografia

### Extended plays[10]
- 1981: Agentss / Angra
- 1983: Professor Digital / Cidade Industrial

### Compilações
- 2005: Não Wave

Incluiu a canção "Agentss".

## Shows
A banda fez somente cinco shows:
- 25 de setembro de 1982: Ilhas do Sul (auditório);
- 3 e 4 de dezembro de 1982: Hong Kong;
- 17 e 18 de junho de 1983: Carbono 14.